# Клавицитериум

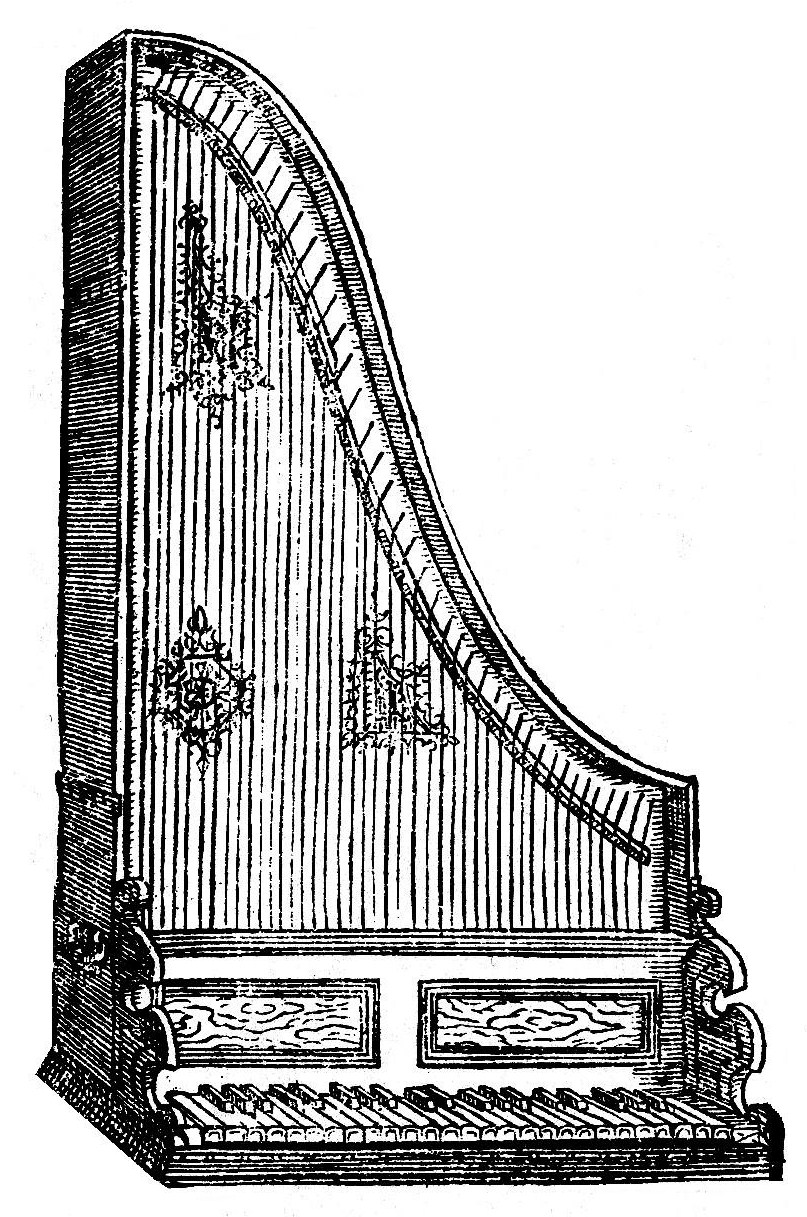
Клавицитерий, изображённый в музыкально-теоретическом труде Михаэля Преториуса «Syntagma Musicum»

Клавиците́риум, или клавиците́рий (фр. clavecin vertical; итал. cembalo verticale; лат. clavicytherium) — музыкальный инструмент, разновидность клавесина, в котором дека и струны установлены вертикально лицом к исполнителю. Основная причина сконструировать клавесин вертикальный образом, как и в более позднем вертикальном фортепиано, — экономия места на полу. В клавицитерии домкраты двигаются горизонтально без помощи силы.